# Beach volley ai I Giochi panamericani giovanili
Le competizioni di beach volley ai I Giochi panamericani giovanili si sono svolte dal 30 novembre al 4 dicembre a Cali, in Colombia

## Podi

### Ragazzi
| Evento          | Oro     | Argento    | Bronzo  |
| Torneo maschile | Brasile | Porto Rico | Messico |

### Ragazze
| Evento           | Oro     | Argento | Bronzo |
| Torneo femminile | Brasile | Cuba    | Cile   |